# Shona (langue)
Pour les articles homonymes, voir Shona.
Le shona ou chona, (autonyme : chiShona) est une langue bantoue (ou plutôt une langue commune supradialectale) parlée principalement au Zimbabwe où elle figure parmi les seize langues officielles, également dans plusieurs autres pays d'Afrique australe, tels que le Botswana et la Zambie, ou encore au Mozambique avec le dialecte ndau.
Plus de 80 % de la population du Zimbabwe pratiquent la langue shona, soit environ 6 millions de personnes (1989). Le nombre total de locuteurs est au moins de 7 millions (UBS 1990).
L'orthographe et la grammaire du shona ont été codifiées au début du XXe siècle et fixées dans les années 1950. Le shona est enseigné à l'école, mais n'est pas utilisé comme langue d'enseignement des autres disciplines. Il possède une littérature, et il existe des dictionnaires shona et des dictionnaires bilingues (principalement shona-anglais). Le shona moderne est basé sur le dialecte zezuru parlé par l'ethnie zezuru du centre du Zimbabwe.
Avec la colonisation britannique, il intègre des mots et du vocabulaire de la langue anglaise, mais aussi de l'afrikaans.[réf. souhaitée]

## Écriture
| a  | b | bh | ch | d | dh | e | f | g | h  | i | j | k | m  | n |
| nh | o | p  | r  | s | sh | t | u | v | vh | w | y | z | zh |   |

## Lexique de base
| Mot                    | Traduction           |
| ---------------------- | -------------------- |
| bonjour (le matin)     | mangwamanani         |
| bonjour (l'après-midi) | masikati             |
| bonsoir                | manheru              |
| au revoir              | chisarai zvakanaka   |
| s'il vous plaît        | ndapota              |
| excusez-moi            | pamusoroi            |
| merci                  | ndatenda / mazvita   |
| homme                  | murume / varume      |
| femme                  | mukadzi / vakadzi    |
| où ?                   | kupi                 |
| quand ?                | rini                 |
| comment ?              | sei / nei            |
| pourquoi ?             | sei                  |
| combien ?              | i marii              |
| argent                 | mari                 |
| cher                   | zvinodhura           |
| eau                    | mvura                |
| pain                   | chingwa              |
| poisson                | hove                 |
| viande                 | nyama                |
| légumes                | muriwo               |
| fruit                  | muchero / michero    |
| froid                  | chando / hunotonhora |
| chaud                  | kupisa               |
| assez                  | zvakwana             |
| plus                   | rimwe                |
| 1                      | potsi                |
| 2                      | piri                 |
| 3                      | tatu                 |
| 4                      | ina                  |
| 5                      | shanu                |
| 6                      | tanhatu              |
| 7                      | nomwe                |
| 8                      | tsere ou tseri       |
| 9                      | mapfumbamwe          |
| 10                     | gumi                 |

## Personnalité(s) portant un prénom shona
| Personne         | Traduction française |
| ---------------- | -------------------- |
| Tendai Mtawarira | gratitude            |
| Zendaya          | rendre grâce         |